# Jingpo Lacus
Jingpo Lacus – czwarte co do wielkości jezioro na Tytanie, największym księżycu Saturna. Wypełniają je płynne węglowodory. Zostało odkryte na zdjęciach radarowych okolic północnego bieguna Tytana przez sondę Cassini; znajduje się w pobliżu Kraken Mare, największego zbiornika węglowodorów na Tytanie. Jego nazwa pochodzi od ziemskiego jeziora Jingpo Hu położonego w Chinach. Jest ono niemal tych samych rozmiarów co Ontario Lacus, największe jezioro południowej półkuli tego księżyca, ale ma bardziej złożoną linię brzegową i przypuszczalnie dużo większą głębokość.

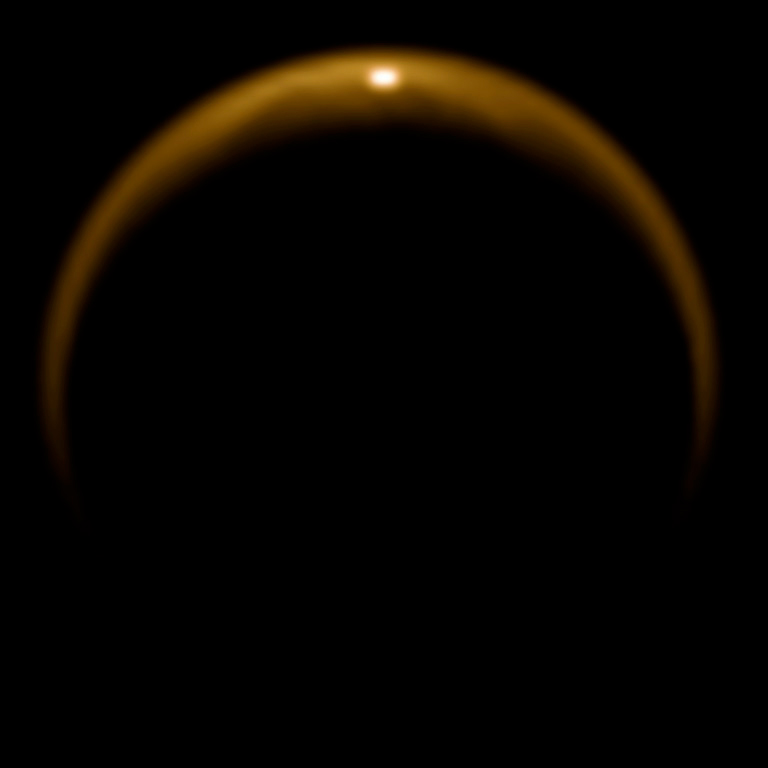
Odbicie Słońca na powierzchni Jingpo Lacus, widoczne w podczerwieni

W 2009 roku zarejestrowano odbicia światła słonecznego (w zakresie podczerwieni) od tafli tego jeziora i Kraken Mare. Obserwacje te stanowiły kluczowe dowody potwierdzające występowanie cieczy na powierzchni Tytana, ponadto pozwoliły nałożyć ograniczenie na nierówność powierzchni jezior: najprawdopodobniej w chwili rejestracji Jingpo Lacus było zupełnie pozbawione fal.